# Tswana-Rind

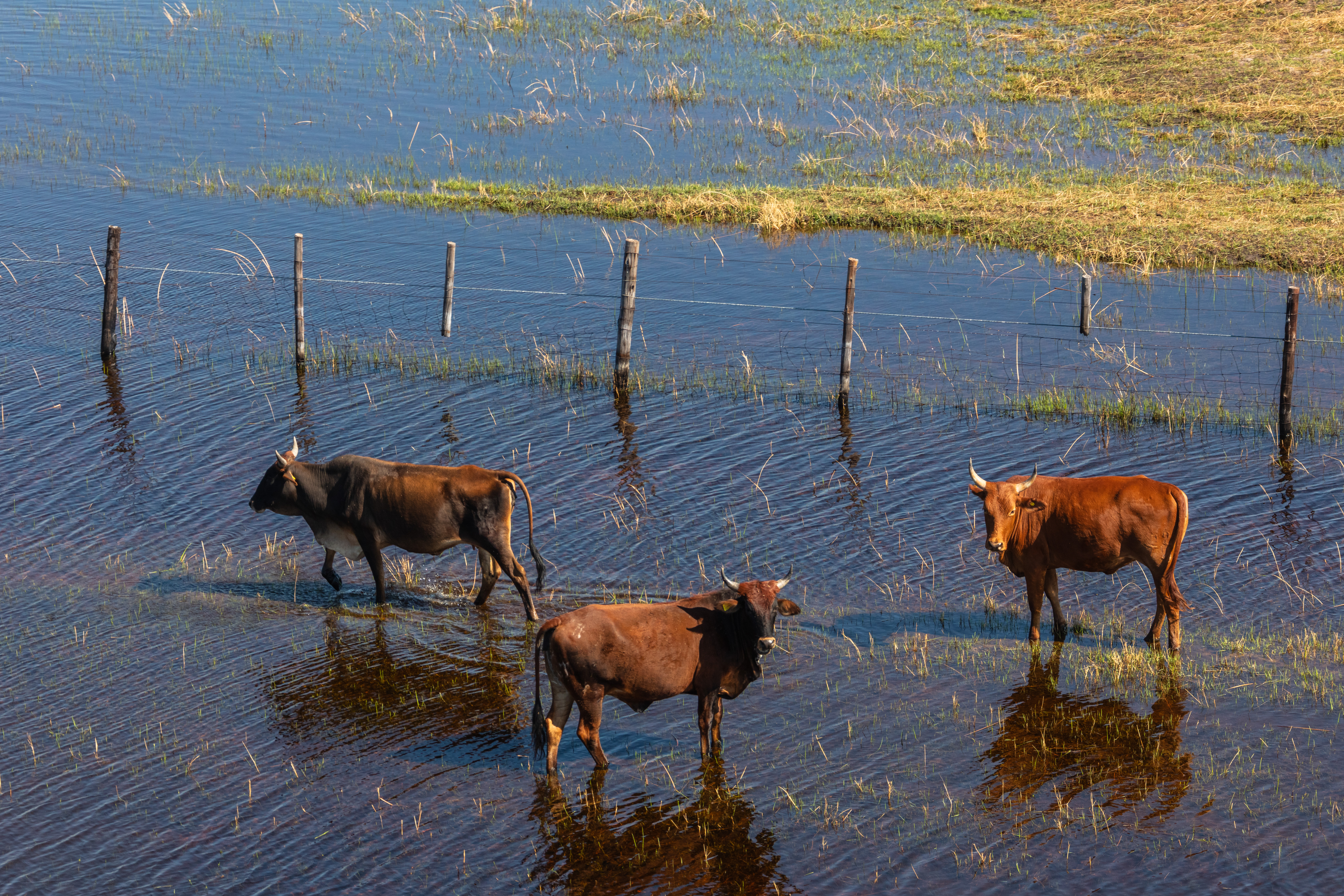
Tswana-Rinder im Okavangodelta

Das Tswana-Rind ist eine Rinderrasse aus Botswana. Es gehört wie das Barotse-Rind und das Tuli-Rind zu den Rindern vom Sanga-Typ. Die Rinderrasse wurde von den Tswana bei ihrer Ansiedlung im Botswana-Land im frühen 19. Jahrhundert eingeführt und verdrängte andere Rinderrassen in diesem Gebiet.
Seine Fellfarbe ist entweder einfarbig schwarz oder mehrfarbig, meist rotgescheckt, selten schwarzgescheckt.
Die Rasse kommt außer in Botswana auch in Südafrika vor. Die Tiere sind sehr gut an heiße, trockene Klimate angepasst und besitzen eine gute Resistenz gegen Zecken.
In ihren Ursprungsgegenden werden die Tswana auch Bechuana, Sechuana, Setswana, Batawana, Mangwato, Sengologa oder Seshaga genannt.